# Caridina tumida
Caridina tumida е вид десетоного от семейство Atyidae. Видът е критично застрашен от изчезване.

## Разпространение и местообитание
Разпространен е в Китай (Гуандун).
Обитава сладководни басейни и потоци.